# Hiera gyge
Hiera gyge är en fjärilsart som beskrevs av Druce 1885. Hiera gyge ingår i släktet Hiera och familjen björnspinnare. Inga underarter finns listade i Catalogue of Life.